# Mihai Bravu (gmina w okręgu Giurgiu)
Mihai Bravu – gmina w Rumunii, w okręgu Giurgiu. Obejmuje tylko jedną miejscowość Mihai Bravu. W 2011 roku liczyła 2586 mieszkańców. 